# Zabłotniki (Białoruś)
Zabłotniki (biał. Забалатнікі, Zabałatniki; ros. Заболотники, Zabołotniki) – wieś na Białorusi, w obwodzie mińskim, w rejonie kleckim, w sielsowiecie Siniawka, nad Naczą i przy drodze republikańskiej R13.

## Historia
W dwudziestoleciu międzywojennym leżały w Polsce, w województwie nowogródzkim, w powiecie nieświeskim, w gminie Siniawka. W 1921 miejscowość liczyła 337 mieszkańców, zamieszkałych w 56 budynkach, wyłącznie Białorusinów wyznania prawosławnego. Wieś położona była wówczas ok. 1 km na wschód od współczesnej lokalizacji.
Po II wojnie światowej w granicach Związku Sowieckiego. Od 1991 w niepodległej Białorusi.